# Liam Gallagher
Liam Gallagher (właśc. William John Paul Gallagher; ur. 21 września 1972 w Manchesterze) – angielski wokalista i autor tekstów. W latach 1991–2009 wokalista zespołu Oasis, zaś w okresie 2009–2014 lider zespołu Beady Eye. Brat gitarzysty i głównego kompozytora Oasis, Noela. Oprócz śpiewania, skomponował kilka piosenek dla zespołu Oasis. Jedną z bardziej znanych jest „Songbird”, którą napisał dla swojej ówczesnej partnerki, Nicole Appleton. Gra na tamburynie i na gitarze rytmicznej. Uznawany za jedną z ikon brit popu.

## Życiorys
Urodził się w Burnage na przedmieściach Manchesteru w rodzinie irlandzkiej jako najmłodszy z trzech braci. W dzieciństwie, podobnie jak bracia, był maltretowany przez ojca. Gdy Liam miał 10 lat matka wraz z dziećmi odeszła od męża. Liam był trudnym nastolatkiem, zdarzało mu się dokonywać kradzieży rowerów. Uczęszczał do St. Bernard's RC Primary School, a potem do The Barlow Roman Catholic High School w Didsbury, gdzie w wieku 16 lat był zawieszony na 3 miesiące za bójkę. Edukację szkolną zakończył w wieku 18 lat.
Muzyką zainteresował się późno. Na początku lat 90. dołączył do zespołu The Rain, który w 1991 roku przekształcił się w Oasis.
Liam zaczął komponować już zanim Noel dołączył do Oasis, jednak dopiero na albumie Standing on the Shoulder of Giants z 2000 roku, znalazła się jego piosenka, "Little James". Napisał ją dla syna Patsy Kensit, którego był ojczymem. Płyta Heathen Chemistry z 2002 roku zawiera już trzy kompozycje Liama, "Born on a Different Cloud", "Better Man" oraz "Songbird", do której powstał teledysk. Na kolejnym studyjnym albumie, Don’t Believe the Truth z 2005 roku, piosenki autorstwa Liama to "The Meaning of Soul", "Love Like a Bomb" i "Guess God Thinks I’m Abel". Ostatni album, Dig Out Your Soul zawiera trzy jego utwory, "Soldier On", "Ain’t Got Nothin'" oraz "I’m Outta Time". Utwór "I’m Outta Time" został napisany w hołdzie dla Johna Lennona.
W maju 2017 roku zapowiedział swój pierwszy solowy singiel wznawiający jego większą działalność muzyczną 30 sekundowym nagraniem. Piosenka o tytule "Wall of Glass" ukazała się 31 maja 2017 roku. Album As You Were ukazał się 6 października 2017 roku.
Zaraz potem rozpoczął koncerty, oraz wystąpił jako gwiazda niespodzianka na widowisku poświęconym ofiarom zamachu terrorystycznego w maju 2017 roku – One Love Manchester.
Głos Gallaghera często bywa porównywany do głosu Johnna Lennona. Krytycy muzyczni kilkakrotnie uznali Liama za jeden z najlepszych brytyjskich wokali. Noel często podkreślał, że pisząc dla brata, powtarza w tekstach konkretne słowa, ze względu na charakterystyczny sposób, w jaki Liam je śpiewa.

## Życie prywatne
7 kwietnia 1997 roku poślubił brytyjską aktorkę Patsy Kensit, z którą ma syna Lennona (ur. 13.10.1999 r.). Gallagher rozwiódł się z aktorką w październiku 2000 r. W trakcie małżeństwa z Kensit, w 1998 roku zdradził ją z Lisą Moorish, która urodziła następnie córkę, Molly. Krótko po rozwodzie, Liam związał się z Nicole Appleton z zespołu All Saints. Piosenkarka 3 lipca 2001 roku urodziła trzecie dziecko Liama, chłopca o imieniu Gene.

## Dyskografia
- As You Were, album wydany 6 października 2017 roku
- Wall of Glass, singiel wydany 31 maja 2017 roku, zapowiadany 30 sekundowym zwiastunem
- Why Me? Why Not., album wydany 20 września 2019 roku
- Liam Gallagher John Squire, album wydany 1 marca 2024 roku (we współpracy z Johnem Squire’em)

Występy gościnne
- One Love Manchester – koncert poświęcony ofiarom zamachu terrorystycznego w Manchesterze, w maju 2017 roku.
- The Prodigy – Always Outnumbered, Never Outgunned (2004)
- Death in Vegas – Scorpio Rising (2002)
- Fire and Skill: The Songs of the Jam (1999)
- The Seahorses – Do It Yourself (1997)
- The Verve – Urban Hymns (1997)
- Echo & the Bunnymen – Evergreen (1997)